# Iwan Baan

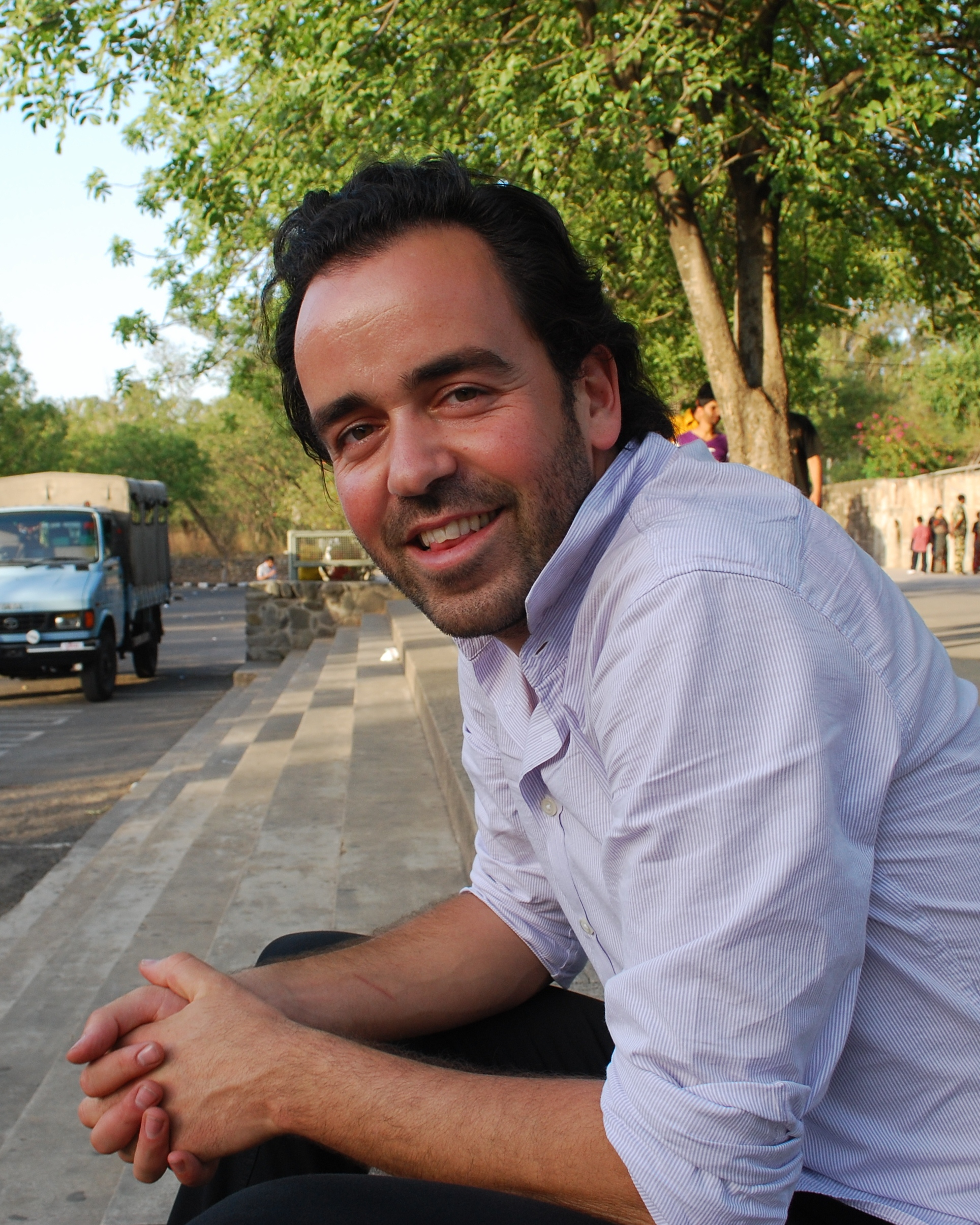
Iwan Baan in Chandigarh

Iwan Baan (* 8. Februar 1975 in Alkmaar, Königreich der Niederlande) ist ein international tätiger niederländischer Fotograf.

## Werdegang
Baan wuchs in der Nähe von Amsterdam auf und studierte das Fach Fotografie an der Koninklijke Academie van Beeldende Kunsten in Den Haag. Nach seinem Studienabschluss arbeitete er bis heute als Dokumentarfotograf sowohl in Europa als auch in New York City. 2005 ging er als Fotograf nach Peking. Dort dokumentierte er für das Architekturbüro OMA von Rem Koolhaas den Bau der Hauptverwaltung des chinesischen Staatsfernsehens CCTV. Desgleichen dokumentierte er in Peking den Bau des Nationalstadions, nach dem Entwurf  von Herzog & de Meuron. Der Neubau der Blavatnik School of Government im englischen Oxford, ebenfalls von Herzog & de Meuron geplant, wurde von Baan 2015 dokumentiert. Er dokumentierte die Erweiterung des Schweizer Landesmuseum in Zürich, entworfen von Christ & Gantenbein.
Seit 2008 veröffentlichte Baan fast zwanzig Bildbände zu den verschiedensten Bauprojekten in der ganzen Welt. Seine Bildreportagen erscheinen regelmäßig in internationalen Zeitungen und Zeitschriften.

## Preise und Auszeichnungen
- 2010: Julius Shulman Photography Award.
- 2012: Goldener Löwe bei der Architekturbiennale Venedig.
- 2016: Stephen A. Kliment Oculus Award der AIA New York City.

## Veröffentlichungen
- Building China: Five Projects/Five Stories. 2008, ISBN 978-84-96954-51-9.
- Richard Neutra in Europa: Bauten und Projekte 1960 bis 1970. DuMont, Köln 2010. ISBN 978-3-8321-9286-0.
- MAXXI: Zaha Hadid Architects. 2010, ISBN 978-0-8478-5800-2.
- SANAA, Sejima & Nishizawa: New Museum, New York. 2010, ISBN 978-84-343-1244-9.
- Iwan Baan: Brasília-Chandigarh: Living with Modernity. Lars Müller Verlag, Baden, Schweiz 2010, ISBN 978-3-03778-228-6.
- Iwan Baan Around the World: Diary of a Year of Architecture, fr. und en.. Ausstellungskatalog: Archibooks und Sautereau Éditeur, Paris 2011, ISBN 978-2-35733-137-2.
- Ruta del Peregrino. A Photographic Essay by Iwan Baan. 14. Internationale Architekturbiennale Venedig 2012, ISBN 978-3-033-03590-4.
- Torre David: Informal Vertical Communities. Lars Müller Publishers, Zürich 2012, ISBN 978-3-03778-298-9.
- ETH Zürich (Hrsg.): Buchner Bründler. Bauten. gta Verlag, Zürich 2012 mit Beiträgen von Reto Geiser, Ludovic Balland, Philipp Esch, Tibor Joanelly, Andreas Ruby, Ilka Ruby, Caspar Zellweger, Ruedi Walti, Iwan Baan
- 52 Weeks, 52 Cities: Iwan Baan. Marta Herford, Kehrer, Heidelberg 2013, ISBN 978-3-86828-477-5.
- mit Hélène Binet: Zaha Hadid: Heydar Aliyev Center. Lars Müller Verlag, Baden, Schweiz 2013, ISBN 978-3-03778-353-5.
- African Modernism: The Architecture of Independence: Ghana, Senegal, Kenya, Zambia, Côte d’Ivoire. Park Books, Zürich 2015, ISBN 978-3-906027-74-6.
- Iwan Baan Japan Modern. Lars Müller, Zürich 2016, ISBN 978-3-03778-518-8.
- BIG. Hot to Cold: an Odyssey of Architectural Adaptation. Text: Bjarke Ingels. Taschen, Köln 2015, ISBN 978-3-8365-5739-9.